# AFC 리버풀
A.F.C. 리버풀 (Affordable Football Club Liverpool)은 영국 잉글랜드 북서쪽에 위치한 머지사이드 (Merseyside)주에서 창단된 독립적인 축구 구단으로서, Liverpool FC의 팬들이 모여 2008년 창립한 비영리목적의 구단이다. 구단은 팬들이 소유하고 팬들이 운영한다. 현재 North West Counties League First Division North에 속해 있으며 Marine FC의 마린 트레블 아레나 (The Marine Travel Arena)가 주 경기장이다.

## 역사

### 창단 시기
AFC 리버풀은 2008년 3월 초에 잉글랜드 최상위 리그인 프리미어 리그 소속 구단 리버풀 FC (Liverpool Football Club)의 팬 약 1,000명이 모여 창립한 구단이다.
리버풀 FC의 팬들은 계속해서 인상되던 경기 관람 입장권을 구매하는데 여력이 되지 않아 경기 직관의 어려움을 느끼고 그에 대한 좌절감을 느끼던 중 현실의 돌파구로써 구단 창립의 목적을 갖게 되었다. 구단의 창립에 있어서 리버풀 FC에 대항하는 것이 아님을 명확히 하였다. (리버풀 FC를 부모, 큰형과 같은 존재라고 생각하며 팬들은 여전히 Liverpool FC를 응원하는 팬들로 이루어져 있다.)
2008년 5월, AFC 리버풀은 Derek Goulding을 첫 번째 감독으로서 임명하였다. 6월에는 Prescot Cables의 Valerie Park를 공유하는데 동의를 받았으며, North West Counties Football League에 참여하는 것을 승인받았다.

### 2008/09 시즌
2008년 7월 16일 클럽은 첫 번째 경기로서 St. Helens Town과 친선경기를 가졌으며 그 결과는 1-1 무승부였다. 2009/09 시즌 리그 첫 경기에서 AFC Darwen을 5-0으로 승리하였고, 초반 11경기 동안 10경기를 승리하면서 좋은 경기력을 보여주었다.
하지만 그 후로 좋은 상승세를 이어가지 못하며 4위로 마감하였다. First Division Trophy의 결승전에서 Padiham FC를 1-0으로 꺾으며 첫 시즌에서 트로피 수확을 하였다.

### 2009/10 시즌
2009/10 시즌에서는 초반 3경기 연속 승리하였지만, 그 후 팀에는 어려운 시기를 보내게 되었다. Atherton Collieries를 상대로 한 리그 경기에서 2-5 대패를 당하고 난 후 Derek Goulding 감독이 팀을 떠났다. 그 후 골키퍼 코치였던 Paul Moore가 대리 감독으로서 임명되었다. Moore 감독 체제 아래에서 리그 7경기 중 5경기를 승리하면서 리그 5위까지 올라갔다. 그리고 Cheadle Town과의 First Division Trophy 결승전에서 2-1 승리를 거두면서 트로피 챔피언 자리를 지켜냈다.

### 2010/11 시즌
2010/11 시즌에는 첫 번째 리그 경기에서 AFC Darwen에 0-1 패배를 당한 것 이후로 무난한 경기력을 보여주었다. 잉글랜드 리그 최대의 컵대회인 FA Cup에 처음 참가하였으나 Hemsworth Miners Welfare에 1-4로 패배하며 탈락하였다. FA (Carlsberg) Vase에서 3라운드까지 안정적으로 승리해나갔으나 4라운드에서 Whitley Bay에 패하면서 탈락하였다. 시즌 막바지에 이르러 리그 1, 2위는 명확히 정해졌으나 3, 4위의 승점이 동점이 되면서 득실차로 인해 AFC Liverpool은 4위로 마무리하였다. First Divisoin Trophy의 결승전에 세 번째 올라갔으나, 연장전까지 가며 승부를 가리다가 결국 3-2로 Atherton Collieries에 패하면서 트로피를 지켜내지 못했다.

### 2011/12 시즌
2011년 7월, 리그 Annual General Meeting (AGM)이 열렸는데, Rossendale United가 구단 내 문제로 인해 Premier Division에서 방출되었으며, 골 득실차로 승격권 순위인 3등을 지켜낸 Holker Old Boys는 Premier Division으로 승격하는 것을 거부하면서 AFC Liverpool은 극적으로 Premier Division으로 승격하게 되었다.
Premier Division에서의 첫 시즌이었던 2011/12 시즌은 승리의 가뭄이 오랫동안 이어졌으나, 2011년 11월 16일 Winsford United와의 경기에서 7-0 대승을 거둔 이후 잔류의 가망이 보이게 되었다. 강등의 위기로부터 점차 순위를 끌어올리면서 시즌을 리그 19위로 마감 지으며 잔류를 확정지었다.

### 2012/13 시즌
2012/13 시즌에는 승점 60점을 획득하며 11위로 리그를 마감 지으면서 Premier Division에서 입지를 안정적으로 확보하였다. 2013년 5월 13일 Evo-Stik NPL First Division North 소속인 Skelmersdale United를 상대로 Liverpool Senior Cup 준결승전을 치르게 되었는데, 3-0 승리를 거두면서 Bootle과의 결승전이 성사되었다.

### 2013/14 시즌
2013/14 시즌 초반 좋은 경기성적을 이뤄내면서 AFC Liverpool은 리그 테이블에서 상위권에 머물렀다. 2013년 8월 22일, Liverpool Senior Cup 결승전에서 Bootle에 1-1 무승부를 거두었으나 승부차기에서 3-4 패배를 당하면서 준우승에 그쳤다. 이후 좋은 경기력을 보이지 못하고 연패를 당하기도, 연승을 거두기도 하면서 경기력에 기복을 보이다가 승점 70점을 차지하고 리그를 7위로 마쳤으며, 승격 후 리그 최종 순위의 상승세를 이어가게 되었다.

### 2014/15 시즌
2014/15 시즌에는 2014년 9월 13일 St. Helens Town을 상대로 9-0 대승을 거두며 구단의 승리 역사를 갈아치우기도 하며 무난하게 리그 최종순위 9위에 안착하였다. 또한 Liverpool Senior Cup 결승전에 연속으로 올라가면서 기대를 많이 받았다. Skelmersdale United와 전반 2분만에 서로 1골씩 주고받는 팽팽한 양상을 보여주었으나 4-5로 패배를 당하면서 트로피를 차지하지 못했다.

### 2015/16 시즌
2015/16 시즌에는 초반 FA Cup 경기와 리그 경기를 통틀어 6경기 중 5경기에서 승리하면서 좋은 출발신호를 쏘았다. 특히 FA Cup에서 첫 경기를 Chadderton에 9-2 대승을 거두고 난 후, Radcliffe Borough를 상대로 3-2 승리까지 거두면서 역사상 첫 예선경기에 올라가게 되었다. 2015년 말, Paul Moore 감독은 자리에서 물러났고, 2013년 7월부터 수석코치와 같은 역할을 했던 전 미드필더 출신 Joe Gibbons가 그 자리를 맡았다. 그러나 첫 시작은 좋았던 팀이 점차 성적이 하락세를 걷게 되자, 19경기 만에 Joe Gibbons 감독은 사임하였다. 2016년 3월, 1군 코치인 Kevin Dally는 곧바로 대리 감독직을 맡았으며 5일 만에 팀의 선수단을 재정비한 후 첫 경기인 Alsager Town을 상대로 2-2 무승부를 거두었다. AFC Liverpool은 남은 경기에서 전전긍긍하는 경기력을 보여주면서 리그를 17위로 마무리 지었다.

### 2016/17 시즌
2016/17 시즌은 FA Cup에서도 초반에 탈락하고 FA Vase에서도 Bootle에 AFC Liverpool에게는 흑역사가 될만한 6-0 대패를 당하면서, 리그에 집중할 수 있게 되었다. 시즌 동안 6위권 안에 들면서 괜찮은 경기력을 보였지만 마지막 2달 동안 연이은 패배를 거두면서 리그 12위로 마쳤다. 리그 초반 부적격의 선수를 기용한 점에 대한 징계로 승점이 3점 삭감되기도 하였다. 2017년 초에 Kevin Dally 감독은 그의 자리를 내놓겠다고 선언하였고 이사진은 이를 받아들이기로 하였다. 팀은 새로운 시즌의 감독으로서 Chris Stammers에 그 지위를 부여하였다.

### 2017/18 시즌
2017/18 시즌은 AFC Liverpool의 Premier Division에서 보낸 시즌 중 최악의 시즌이었다. Chris Stammers 감독은 2017년 12월 사임하겠다는 입장을 표명하였고, 수석코치 역할이었던 Stuart Keir과 2군 감독이었던 Ben Williams가 그 자리를 임시적으로 맡게 되었다. 그리고 이들은 2018년 1월 정식 감독으로서 임명되었다. 하지만 경기성적은 계속 내리막길을 걸었고 리그를 강등권인 20위로 마감 지었으며, 승강 플레이오프에서 결국 탈락하면서 First Division North로 강등되었다.

### 2018/19 시즌
2018/19 시즌은 North West Counties League First Division North에서 새로운 시작을 하였다. 시즌 도중 2018년 11월, Ben Williams 감독이 갑작스럽게 세상을 떠나고 2019년 4월 26일 Stuart Keir 감독이 팀을 떠나면서 팀 분위기가 가라앉게 되었다. 곧바로 팀의 선수였었고 수석코치를 역임하고 있었던 Christopher Anderson은 팀의 감독 자리를 맡았다. 많은 팀 내 변화에도 불구하고 리그를 최종순위 3위로 마무리 지었다.

## 선수단

### 1군 선수명단
| 번호 | 이름               | 출전횟수 | 출전횟수 |
| 번호 | 이름               | 선발출전 | 교체출전 |
| ---- | ------------------ | -------- | -------- |
| 1    | Lee Carr (GK)      | 29       | 0        |
| 2    | James Howell       | 37       | 1        |
| 3    | Michael Jones      | 23       | 12       |
| 4    | Sonny Parr         | 26       | 3        |
| 5    | Jonathan Croasdale | 38       | 0        |
| 6    | Christopher Brady  | 37       | 0        |
| 7    | Rhys Hardacre      | 29       | 4        |
| 8    | Andrew Lewis       | 19       | 7        |
| 9    | Anthony Lyons      | 23       | 19       |
| 10   | Callum Schorah     | 43       | 0        |
| 11   | James McGrane      | 35       | 1        |
| 12   | Philip Heron       | 5        | 2        |
| 13   | Jack Cookson (GK)  | 6        | 0        |
| 14   | Harry Avis         | 11       | 7        |
| 15   | Marc Stephens      | 19       | 5        |

### 로테이션 선수명단
| 번호 | 이름                       | 출전횟수 | 출전횟수 |
| 번호 | 이름                       | 선발출전 | 교체출전 |
| ---- | -------------------------- | -------- | -------- |
| N/A  | Ethan Smith (GK)           | 0        | 0        |
| N/A  | George Harris (GK)         | 3        | 0        |
| N/A  | Jack Ferguson (GK)         | 5        | 0        |
| N/A  | Bakare Aliu                | 6        | 5        |
| N/A  | Christopher Anderson       | 4        | 0        |
| N/A  | John Beattie               | 0        | 0        |
| N/A  | Stephen Calvey             | 0        | 0        |
| N/A  | Matthew Corke              | 5        | 9        |
| N/A  | Jack Dixon                 | 5        | 0        |
| N/A  | Callum Edgar               | 0        | 1        |
| N/A  | Seyed Falahalidost Rodbane | 0        | 0        |
| N/A  | Dylan Fitzsimmons          | 1        | 1        |
| N/A  | Jordan Foster              | 7        | 17       |
| N/A  | Josh Hamilton              | 5        | 2        |
| N/A  | Zach Hardacre              | 3        | 0        |
| N/A  | Louis Hayes                | 3        | 5        |
| N/A  | Liam Kavanagh              | 2        | 0        |
| N/A  | Lee McConchie              | 24       | 0        |
| N/A  | Ryan Morgan                | 0        | 0        |
| N/A  | Bradley Owens              | 21       | 3        |
| N/A  | Jonny Quirk                | 1        | 2        |
| N/A  | Callum Ruttledge           | 5        | 6        |
| N/A  | Jackson Shaw               | 1        | 1        |
| N/A  | Jamie Sproule              | 0        | 6        |
| N/A  | James Webb                 | 0        | 1        |

## 스태프 및 구단 인사

### 스태프
- 선수단 감독: 크리스토퍼 앤더슨 (Christopher Anderson)
- 2군 감독: N/A

### 구단 인사
- 회장: 크리스 스터럽 (Chris Stirrup)
- 부회장: 앨런 해리슨 (Alan Harrison)
- 이사회 임원: 크리스 스터럽 (Chris Stirrup), 앨런 해리슨 (Alan Harrison), 에이드리안 코크 (Adrian Cork), 그렉 암스트롱 (Greg Armstrong), 조슈아 스핑크스 (Joshua Spinks), 루크 하일랜드 (Luke Hyland), 데이브 인넬리 (Dave Innelli)

## 구단 성적

### 시즌별 리그 성적
| 시즌    | 리그                                                     | 경기수 | 승점 | 승 | 무 | 패 | 득점 | 실점 | 득실차 | 순위 | 비고                        |
| ------- | -------------------------------------------------------- | ------ | ---- | -- | -- | -- | ---- | ---- | ------ | ---- | --------------------------- |
| 2008/09 | North West Counties Football League Division One         | 34     | 69   | 22 | 3  | 9  | 82   | 39   | 52     | 4    |                             |
| 2009/10 | North West Counties Football League Division One         | 32     | 49   | 15 | 4  | 13 | 60   | 43   | 17     | 5    |                             |
| 2010/11 | North West Counties Football League Division One         | 34     | 63   | 19 | 6  | 9  | 65   | 34   | 31     | 4    | Premier Division으로 승격   |
| 2011/12 | North West Counties Football League Premier Division     | 42     | 45   | 13 | 6  | 23 | 60   | 73   | -13    | 19   |                             |
| 2012/13 | North West Counties Football League Premier Division     | 42     | 60   | 18 | 6  | 18 | 69   | 64   | 5      | 11   |                             |
| 2013/14 | North West Counties Football League Premier Division     | 42     | 70   | 21 | 7  | 14 | 88   | 54   | 34     | 7    |                             |
| 2014/15 | North West Counties Football League Premier Division     | 40     | 59   | 17 | 8  | 15 | 74   | 56   | 18     | 9    |                             |
| 2015/16 | North West Counties Football League Premier Division     | 42     | 48   | 11 | 15 | 16 | 86   | 92   | -6     | 17   |                             |
| 2016/17 | North West Counties Football League Premier Division     | 42     | 54*  | 16 | 9  | 17 | 79   | 84   | -5     | 12   | 승점 3점 삭감               |
| 2017/18 | North West Counties Football League Premier Division     | 44     | 42   | 12 | 6  | 26 | 77   | 94   | -17    | 20   | First Division North로 강등 |
| 2018/19 | North West Counties Football League First Division North | 38     | 79   | 25 | 4  | 9  | 97   | 67   | 30     | 3    |                             |

### 우승 기록
- 북서 자치주 축구 리그 (North West Counties Football League) - The First Division Trophy: 2008/09, 2009/10
- The Fans Club Trophy: 2008/09, 2009/10, 2010/11

### 구단 기록
- 최대 승리 성적: 9-0 (vs St Helens Town), 2014년 9월 13일
- 최대 패배 성적: 1-8 (vs Winsford United), 2012년 8월 18일
- 최고 리그 순위: 2013/14 북서 자치주 축구 리그 프리미어 디비젼 (North West Counties Football League Premier Division) 7위
- 최저 리그 순위: 2009/10 북서 자치주 축구 리그 디비젼 원 (North West Counties Football League Division One) 5위
- 최고 FA Cup 성적: 2012/13, 2013/14, 2015/16 예선
- 최고 FA Vase 성적: 2010/11 Round 3
- 최고 Liverpool Senior Cup 성적: 2013, 2014 Liverpool Senior Cup 준우승
- 최고 관중 입장 수: 604명 (vs Wigan Robin Park), 2008년 9월 6일

## 서포터즈

### 리버풀 FC의 팬들의 새로운 대중문화
AFC 리버풀의 팬들은 잉글랜드 최상위 리그인 프리미어리그 소속의 리버풀 FC의 팬이다. 기본적으로 AFC 리버풀의 팬들은 리버풀 FC를 부모 클럽이라고 여기는 정도라고 볼 수 있다.
AFC 리버풀이 탄생하게 된 계기는 한 리버풀의 팬의 적극적인 아이디어로부터 시작되었다. 리버풀 팬이자 머지사이드Merseyside)주 리버풀을 연고로 태어난 가수 Alun Parry는, 자신이 어렸을 시절 리버풀 홈구장인 안필드(Anfield)에 입장하는데 지불한 입장료의 금액이 비교적 저렴했었는데, 현재에 이르면서 높은 인플레이션으로 인해 자주 찾을 수 없을 만큼 입장료가 높게 책정되면서 매 경기를 제대로 즐길 수 없다고 생각했다.
Alun Parry는 이러한 팬들의 경제적인 부족함을 고려하여, 충분히 누구나 지불 가능한 금액으로 리버풀의 팬들이 축구 경기를 재밌게 즐기는 방안을 모색하였다. 그 최종방안은 AFC 리버풀의 창단이었고, 리버풀 FC의 전설적인 선수들과 스태프, 그리고 Kop들은 극히 찬성하고 지지하면서 단시간에 창단과 리그 참여가 가능할 수 있게 되었다.
AFC 리버풀은 비영리목적의 구단으로서, 리버풀 팬들의 즐거움을 우선시 하는 진정한 대중적인 문화로서의 역할을 갖게 되었다. 리버풀 팬들은 적극적으로 AFC 리버풀의 경기에 참여하고, 구단이 빠르게 성장하도록 열성적으로 앞서 나서고 있다. 동시에 리버풀 FC 또한 지지하면서 바람직한 스포츠 문화, 팬 문화를 만드는 데에 주도적인 역할을 하고 있다.

### 리버풀 FC 구성원의 응원
AFC 리버풀은 훌륭한 아이디어이다. 성공적이길 바란다. (AFC Liverpool is a brilliant idea. I hope it is a success.)— 리버풀 FC의 前 선수, 케니 달글리시 (Kenny Dalglish)

내가 하고 싶은 말은 골을 많이 넣고 더 높은 수준을 향해 발전해 나가라는 것이다. (My message is to score lots of goals and progress to another level.)— 리버풀 FC의 前 감독, 라파 베니테즈 (Rafael Benitez)

## 유니폼과 앰블럼

### 유니폼
AFC 리버풀의 유니폼은 리버풀 FC의 유니폼과 비슷한 형태와 색의 특징을 가지고 있다. 그리고 유니폼의 상의 뒤편 위쪽에 힐스보로 참사를 기리기 위한 숫자 96이 새겨져 있다.
| Home/Away   | 필드 선수 | 필드 선수 | 필드 선수 | 골키퍼 | 골키퍼 | 골키퍼 |
| Home/Away   | 상의      | 하의      | 양말      | 상의   | 하의   | 양말   |
| ----------- | --------- | --------- | --------- | ------ | ------ | ------ |
| 홈 (Home)   | 빨간색    | 빨간색    | 빨간색    | 노란색 | 노란색 | 노란색 |
| 원정 (Away) | 주황색    | 주황색    | 주황색    | 회색   | 회색   | 회색   |

### 앰블럼
리버풀의 상징적인 새의 그림이 새겨져 있으며 힐스보로 참사를 기리기 위한 숫자와 성화 또한 새겨져 있다.

## 같이 보기
FC 유나이티드 오브 맨체스터 (FC United of Manchester)